# مشکین‌گربه پلنگی
مشکین‌گربه پلنگی (نام علمی: Genetta pardina) نام یک گونه از سرده مشکین‌گربه است.